# Popillia symmetrica
Popillia symmetrica är en skalbaggsart som beskrevs av Ohaus 1911. Popillia symmetrica ingår i släktet Popillia och familjen Rutelidae. Inga underarter finns listade i Catalogue of Life.